# Paul Arendt (Erfinder)

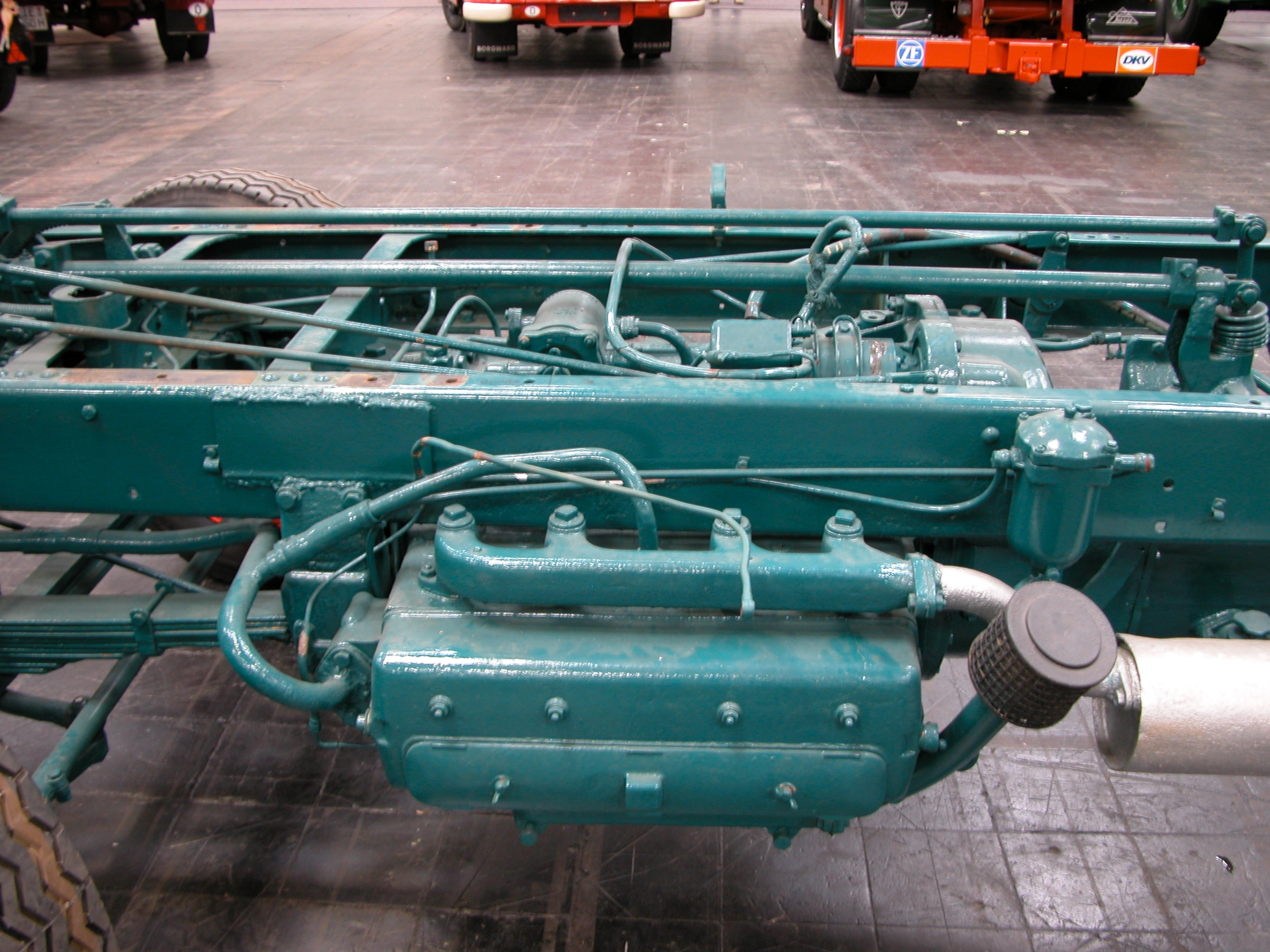
Unterflurmotor Hanomag HL 3,0

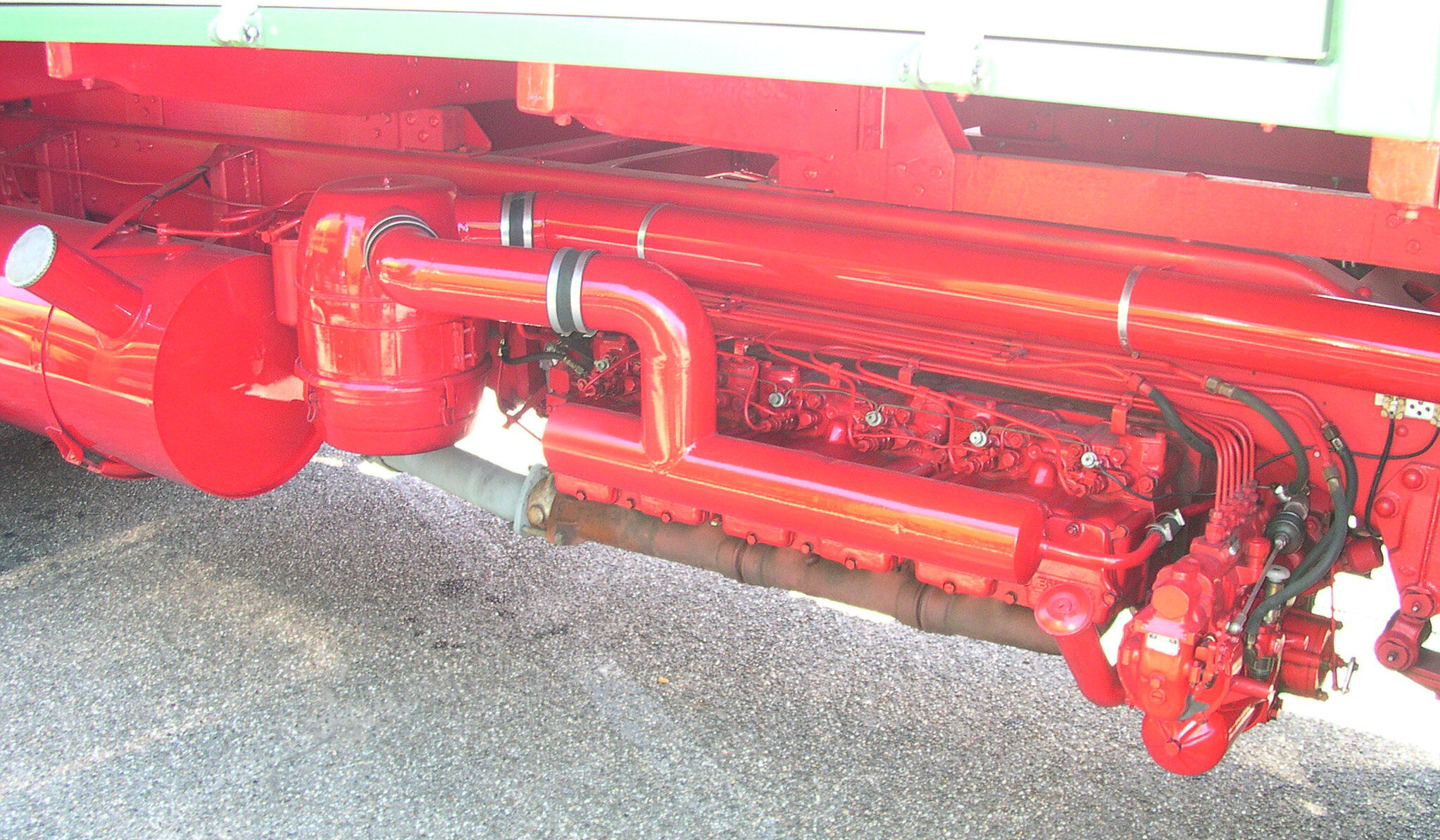
Unterflurmotor Büssing LU 11 ab Bj. 1957

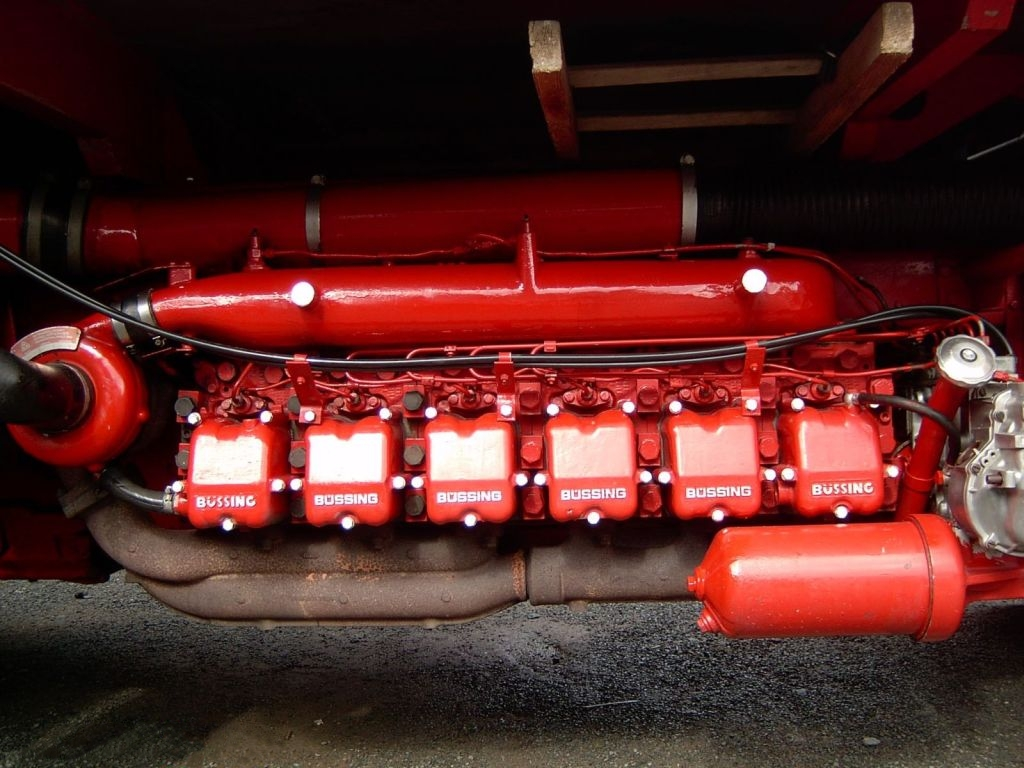
Unterflurmotor Büssing BS 16 ab Bj. 1967

Paul Arendt (* 28. Oktober 1893 in Hannover; † 7. Juni 1968 in Braunschweig) war ein deutscher Chefkonstrukteur und technischer Direktor bei Büssing. Er war der Erfinder und Konstrukteur vom Frontlenker-LKW mit einem Unterflur Diesel-Motor.

## Leben
Paul Arendt machte nach seiner Schulzeit eine Berufsausbildung als technischer Zeichner in Braunschweig. Dann machte er seinen Techniker und 1915 ein Examen als  Ingenieur. Im Jahr 1916 bekam er bei Büssing als Konstrukteur für Fahrgestelle, Hinterachsen, Getriebe und Motoren eine Anstellung.
Im Jahr 1927 wurde Arendt bei Büssing Oberingenieur und Konstruktionschef für Motoren. Er entwickelte die ersten Frontlenker-Busse nach amerikanischem Vorbild ohne Motorhaube, die auch Fageol mit stehenden Benzin-Motoren baute. Fageol experimentierte seit 1929 mit einem in der Mitte liegenden Benzinmotor.
Arendt wollte nach diesem Vorbild in Zusammenarbeit mit der Hannoversche Waggonfabrik (HAWA) einen rahmenlosen, selbsttragenden Aufbau als Dreiachser entwickeln. Ein solcher Trambus hätte 25 Prozent an Länge eingespart gegenüber einem konventionellen Bus mit Motorhaube. Der Trambus, fertiggestellt 1929, hatte einen stehenden Vorkammer-Dieselmotor Typ FD 6-Zylinder mit 90 PS aus 9,5 Litern Hubraum, eine Gemeinschaftsentwicklung mit der Maschinenfabrik Körting in Hannover. Dieser Motor war in der Mitte längs zur Fahrtrichtung auf der rechten Seite installiert, und teilte sich mit Getriebe und Kupplung einen Hilfsrahmen, der für Wartungsarbeiten seitlich ausgeschwenkt werden konnte.
1930 wollte Arendt bei Büssing einen liegenden Unterflurmotor unter dem Wagenboden unterbringen, stieß jedoch auf Widerstand im Unternehmen. Der erste Büssing-Frontlenker-„Tram-Bus“ mit stehendem Diesel-Motor wurde auf der Internationalen Automobil-Ausstellung (IAA) 1931 vorgestellt.
Arendt entwickelte für die Firma Hanomag ein modernes Frontlenkerfahrzeug mit einem liegend aufgehängten Unterflur-Dieselmotor in der Wagenmitte, von dem rund 90 Exemplare als Lastkraftwagen des Typs HL 3,5-4, der auf der IAA 1933 in Berlin der Öffentlichkeit präsentiert wurde und als Omnibus gefertigt. Hierfür verwendete er die 55/60-PS-Dieselmotoren aus der Raupenschlepper- und Zugmaschinenfertigung. Die Produktion musste jedoch 1934 aufgrund von Sanierungsmaßnahmen bei Hanomag eingestellt werden.
1935 kehrte Arendt zu Büssing zurück und wurde Chefkonstrukteur für Unterflurmotoren zum Einsatz in Omnibussen, ab 1939 auch für Lkw. Im Jahr 1941 wurde er technischer Direktor und konnte 1949 auf der technischen Exportmesse in Hannover den von ihm entwickelten Büssing Unterflur-Omnibus Typ 5000 TU vorstellen.
Zum Dank für seine größte berufliche Leistung, die Entwicklung des Unterflurmotors, konnte Paul Arendt seinen 65. Geburtstag am 28. Oktober 1958 als Direktor und Konstruktionschef bei Büssing an der Heinrich-Büssing-Straße in Braunschweig feiern. Er starb 1968 im Alter von 74 Jahren.